# Calivigny
Calivigny ist eine Siedlung im Süden des Inselstaates Grenada in der Karibik. Die Siedlung ist fast unmittelbar mit dem Hauptort des Parish Saint George verbunden.

## Geographie
Der Ort liegt an der Südküste bei St. George’s zwischen Marian, Woburn und Confer.